# الکاشف
الکاشف (به عربی: الکشف) یک منطقهٔ مسکونی در سوریه است که در منطقه حمص واقع شده‌است.